# René van Delft
René van Delft (1 september 1960) is een voormalig Nederlands voetballer en trainer. Hij speelde in het Nederlandse betaalde voetbal voor FC Den Haag en SVV. 

## Loopbaan
Hij voetbalde in de jeugd bij Celeritas in Rijswijk. Op zijn achttiende vertrok hij naar FC Den Haag dat uitkwam in de Eredivisie. Na anderhalf jaar maakte hij zijn debuut in het eerste elftal in de thuiswedstrijd tegen NAC (3-0) op 9 december 1979. Hij was in die tijd ook jeugdinternational en kwam acht keer uit voor Oranje Onder 19.
Hij stapte in 1984 over naar SVV waar hij een tweejarig contract tekende. Twee jaar later ging hij niet akkoord met een verlaagde aanbieding en hij stopte op 26-jarige leeftijd als profvoetballer.
René van Delft wilde als amateur gaan voetballen bij DHC in Delft maar hij was te laat met het regelen van de overschrijving waardoor hij in het seizoen 1986/87 buitenspel stond.
Daarna speelde hij een jaar bij DHC en vervolgens twee seizoenen bij RVC in Rijswijk. Beide clubs kwamen uit in de Hoofdklasse, het hoogste amateurniveau. Hij bouwde zijn voetballoopbaan af bij VV Monster waar hij ook als trainer actief werd.

## Trainer
Door oud-teamgenoot Mark Wotte werd hij benaderd om aan de slag te gaan als jeugdtrainer bij ADO Den Haag, zoals de naam van de club vanaf 1996 weer luidde. Deze functie zou hij zeventien jaar uitoefenen. In zijn laatste voetbaljaren was hij technisch jeugdcoördinator bij SC Monster waar hij in 2022 stopte.     

## Wedstrijdstatistieken
| Seizoen | Club        | Competitie     | wed. | goals |
| ------- | ----------- | -------------- | ---- | ----- |
| 1979/80 | FC Den Haag | Eredivisie     | 8    | 0     |
| 1980/81 | FC Den Haag | Eredivisie     | 18   | 2     |
| 1981/82 | FC Den Haag | Eredivisie     | 32   | 2     |
| 1982/83 | FC Den Haag | Eerste divisie | 25   | 5     |
| 1983/84 | FC Den Haag | Eerste divisie | 25   | 1     |
| 1984/85 | SVV         | Eerste divisie | 29   | 7     |
| 1985/86 | SVV         | Eerste divisie | 35   | 5     |
| Totaal  | Totaal      | Totaal         | 172  | 22    |